# Kanton Massy-Est
Kanton Massy-Est is een voormalig kanton van het Franse departement Essonne. Kanton Massy-Est maakte deel uit van het arrondissement Palaiseau en telde 18 316 inwoners (1999). Het werd opgeheven bij decreet van 24 februari 2014, met uitwerking op 22 maart 2015.

## Gemeenten
Het kanton Massy-Est omvatte enkel een deel van de gemeente * Massy met 18 316 inwoners.